# لينا عناب
لينا مظهر حسن عناب (29 نوفمبر 1966 - ) سيدة أعمال وسياسية أردنية، شغلت منصب وزير السياحة والآثار في حكومة جعفر حسان من 18 سبتمبر 2024 ولغاية التعديل الوزاري الأول في 6 أغسطس 2025، كما وشغلت ذات المنصب في عدّة حكومات سابقة، آخرها حيثُ قَدمت استقالتها في 1 نوفمبر 2018 وذلك بعد انتقادات واتهامات بالتقصير بواجب وزارتها في حادث البحر الميت الذي وقع في أكتوبر 2018، والتي أودت بحياة 21 شخصًا، وإصابة 43 آخرين.

## السيرة
تخرجت لينا عناب من جامعة جورجتاون في الولايات المتحدة. وهي المدير العام لشركة زارة للاستثمار القابضة منذ عام 2008. شغلت منصب وزير السياحة والآثار في حكومة هاني الملقي الثانية منذ حزيران (يونيو) 2016. كما احتفظت بحقيبتها الوزارية في حكومة عمر الرزاز التي تمّ تكليفها في شهر حزيران (يونيو) 2018. اختيرت عضو مجلس إدارة المركز الأمريكي لأبحاث الشرق، لكنها استقالت من هذا المنصب بعد تعيينها في الحكومة. رعت مؤتمر قمة الطيران العربي الذي عقد في الأردن في كانون الأول (ديسمبر) 2016. ترأست وفد الأردن في الدورة الحادية والأربعين للجنة التراث العالمي التابعة لمنظمة اليونسكو. ساعدت في تنظيم مهرجان الأوبرا الذي أقيم في الأردن عام 2017 وكان الأول من نوعه في العالم العربي.